# Lenguas beboides
Las lenguas beboides son un grupo de las lenguas bantoides meridionales habladas en el suroeste de Camerún, aunque dos de las lenguas (bukwen y mashi) se hablan sobre la frontera con Nigeria. Las lenguas beboides orientales podrían de hecho estar más relacionadas con las lenguas tivoides y lenguas momo, aunque el beboide occidental, si es que es un grupo filogenético, podrían estar más relacionadas con las lenguas ekoides y las lenguas bantúes.

## Clasificación

### Investigaciones
La investigación previa incluye un estudio de las clases nominales en las lenguas beboides de Jean-Marie Hombert (1980), Larry Hyman (1980, 1981), una disertación de Richards (1991) sobre la fonología de las tres lenguas beboides orientales (Noni, Ncane y Nsari), Lux (2003) un léxico del y Cox (2005) una fonología del Kemezung.

### Lenguas del grupo
Los informes sobre encuestas del SIL International han prporcionado más detalles del beboide oriental y occidental (Brye & Brye 2002, 2004; Hamm et al. 2002). Hamm (2002) es una breve compendio del grupo completo. El beboide oriental es una unidad filogenética claramente válida, sus hablantes reconocen la relación entre sus lenguas y su distribución actual es el resultado de movimientos de población recientes, reflejado en la cercanía lingüística. Por otra parte, el grupo beboide occidental como unidad filogenética es más dudoso, es posible que esté más estrechamente emparentado con las lenguas de los pastizales que con el beboide oriental, e incluso el grupo beboide occidental podría no constituir un grupo, aunque dicha asunción se mantiene aún como hipótesis de trabajo (Good, 2009). Blench (2011) clasifica a las lenguas beboides orientales y occidentales como ramas diferentes dentro del bantoide meridional.
OrientalCung, Bebe–Kemezung, Naki, Saari–Noni (Ncane-Mungong-Noone)
Occidental ? (Yemne-Kimbi)
Abar
Fang
Koshin
Mundabli: Mundabli, Bu
Mbu’ (the least similar)
Bikya (Furu) es tal vez una lengua beboide, aunque su clasificación como beboide es incierta.

## Comparación léxica
Los numerales en diferentes variedades de lenguas beboides orientales son:
| GLOSA | Cung    | Bebe-Kemezung | Bebe-Kemezung | Naki      | Ncane-Mungong-Noone | Ncane-Mungong-Noone | Ncane-Mungong-Noone | PROTO- BEB. OR. |
| GLOSA | Cung    | Bebe          | Kemezung      | Naki      | Saari (Nsari)       | Ncane               | Noni (Noone)        | PROTO- BEB. OR. |
| ----- | ------- | ------------- | ------------- | --------- | ------------------- | ------------------- | ------------------- | --------------- |
| '1'   | ḿmū     | mʷɛ           | mò (miu)      | āmū       | ŋk͡paŋ³              | m⁴ba³ka⁴            | māŋ̀                 | *mbɑ-           |
| '2'   | fā      | bifʷé         | fé            | ífə       | fɛː⁴                | fĩ³                 | fɛ́ː                 | *fai            |
| '3'   | tálé    | bitɔ          | té            | ítāt      | tɛː⁴                | tə³lə²              | tɛː                 | *tali           |
| '4'   | n̄nā     | binwà         | nà            | īnāː      | nɛː⁴²               | nə³⁴                | nɛ                 | *nai            |
| '5'   | ítī     | bitîŋ         | tɨ̀ŋ           | ítɪː     | tiŋ⁴²               | tĩ³⁴                | tin                 | *tiŋ            |
| '6'   | só      | buɬɔ          | búsí          | úsiː     | bu³sɔː³             | so³⁴                | sɔːtʃàn             | *buso           |
| '7'   | ńnānítá | fùmáɲàŋ       | fùmbá         | fùmádʒâŋ  | ɱfo²mɛ⁴ɲaːŋ²        | bu³so³fwɪ⁴          | sɔːʃwî              | *               |
| '8'   | ńɲáŋ    | ɲàŋ           | yàŋ           | dʒàŋ      | ɲaːŋ²               | ɲa³⁴                | ɲàŋ                 | *ɲaŋ            |
| '9'   | bʷùkə̀   | fùmájufi      | fùmbóò        | fùmádzófu | ɱfo²mɛ⁴joː²⁴fi⁴²    | bvu³kə⁴             | bvùːkɛ              | *               |
| '10'  | dʒófí   | jufi          | yɔfu          | dzófú     | joː²⁴fi⁴²           | ju³fə⁴              | joːfè               | *jofi           |
Para las variedades beboides occidentales o yemne-kimbi los numerales son:
| GLOSA | Abar   | Missong | Ajumbu | Mundabli | PROTO- BEB. OCC. |
| ----- | ------ | ------- | ------ | -------- | ---------------- |
| '1'   | -m̩̀     | -mù     | mʷə̀    | m¹.mö³²  | *-mo             |
| '2'   | -fìn   | -fá     | fʲə̂ŋ   | m¹.fɪe³² | *-fiaŋ           |
| '3'   | -tì    | -tēè    | tò     | n¹.tɔ³²  | *-tai            |
| '4'   | -ɲ̩̀     | -nì     | ɲì     | n¹.de²   | *-ne             |
| '5'   | kpáān  | kpōa    | kpɛ̂    | kpɔn²    | *kpan            |
| '6'   | lētɛ̀   | -lētè   | kʲàtò  | tʃi²ta²  | *-de-tɑi         |
| '7'   | -ɲ̩̀tɛ̄   | -ɲītɛ  | nàtò   | nɔ¹³tɔ²  | *ɲɑ-tɑi          |
| '8'   | -nə̀nè  | -nə̄nè   | nànà   | ne¹ne¹   | *-nana           |
| '9'   | kpánə̀ɲ̩̀ | kpānāɲì | kpɛ̂ɲì  | kpa²ne¹  | *kpani           |
| '10'  | dʒūhɛ́  | dʒóhó   | kòɲ    | dzo²fɯ²  | *dʒofe           |